# Nintendo World Cup
Nintendo World Cup, connu au Japon sous le nom de Nekketsu Kōkō Dodgeball-bu: Soccer-hen (熱血高校ドッジボール部 サッカー編, , littéralement « Club de Dodgeball du lycée de Nekketsu : édition football ») est un jeu vidéo de football développé par Technos Japan et édité par Nintendo en 1990 pour sa console Nintendo Entertainment System et par la suite pour la console portable Game Boy. Ce jeu fait partie de la franchise Nekketsu Kōha Kunio-kun.

## Système de jeu
Le jeu suit les règles du football, mais avec des différences majeures. Chaque équipe n'est composée que de six joueurs : un gardien, deux défenseurs, un milieu de terrain et deux attaquants. Il ne peut y avoir de hors-jeu, car les fautes ne sont pas sanctionnées, ainsi le tacle sur un joueur est la manière la plus facile de reprendre le ballon. Si un joueur est trop souvent mis à terre, il perd connaissance et reste allongé au sol jusqu'à la fin de la période de jeu, ou peut se relever de lui-même en de rares occasions.
Pendant la partie, le joueur contrôle un seul personnage, mais peut en contrepartie donner des instructions à ses coéquipiers, pour qu'ils récupèrent le ballon ou lui fassent une passe. À ce gameplay assez peu réaliste, on peut également faire mention du fait que les joueurs peuvent utiliser cinq fois par mi-temps un coup de pied ou de tête spécial, qui peuvent être utilisés dès que le joueur fait une bicyclette ou un plongeon la tête la première, ou encore qu'il frappe la balle en prenant de l'élan.
Il existe deux modes de jeu :
- Le mode tournoi, où un ou deux joueurs dirigent l'une des 13 équipes, dans le but de battre tour à tour chaque équipe contrôlées par la console.
- Le mode VS match, qui permet aux joueurs de se défier sur des terrains sableux, de terre ou glacé. Le jeu autorise jusqu'à quatre joueurs, avec des adaptateurs spéciaux (la NES Four Score ou la NES Satellite).

Graphiquement, le jeu ressemble aux autres de la série Kunio-kun, notamment à Street Gangs, avec des joueurs disproportionnés (super deformed : grosse tête, petites jambes), et aux faciès variés ; même, certains sprites composant le joueur Kunio de l'équipe japonaise, proviennent de River City Randsom.

## Équipes
- Allemagne de l'Ouest
- Angleterre
- Argentine
- Brésil
- Cameroun
- Espagne
- États-Unis
- France
- Italie
- Japon
- Mexique
- Pays-Bas
- Union soviétique

## A noter
- Fait rare à l'époque, une équipe africaine est présente dans un jeu vidéo de football, à savoir celle du Cameroun, quart de finaliste de la Coupe du Monde 1990.
- L'Angleterre est représentée non pas avec le drapeau anglais mais avec celui de la Grande-Bretagne (Union Jack)
- L'Union soviétique est dénommée Russie alors qu'en 1990, il s'agit toujours de l'équipe de football de l'U.R.S.S.
- Les Pays-Bas sont dénommés Hollande comme ce fut souvent (et abusivement) le cas dans les années 1970 et 1980
- La couleur des maillots ne correspond pas à la réalité la plupart du temps.
- Le niveau des équipes est en règle générale respecté, faisant la part belle à la fin du jeu aux deux finalistes des coupes du monde 1986 et 1990 : l'Argentine et la R.F.A. Seul le Mexique est quelque peu surcoté (quart de finaliste en 1986 et absence en 1990). Les équipes hors-Europe et Amérique du Sud étant les plus faibles (Cameroun, Japon, U.S.A.)

## Équipe de développement
- Programmation : Hiroko Tomiyama, Shintaro Kumagai, Yasuhiro Matsumoto
- Conception des personnages : Toshiaki Oyama, Katsuyuki Nedachi
- Conception des décors : Masamichi Katagiri
- Programmeur des sons : Michiya Hirasawa
- Musiques : Kazuo Sawa
- Conception du manuel : Kumiko Mukai
- Conception du jeu : Nekketsu Sanninshou, Noriyuki Tomiyama, Hiroyuki Sekimoto, M. Yoshida